# Дом Ганса Кристиансена
Дом Ганса Кристиансена (нем. Hans-Christiansen-Haus) — музейное здание во Фленсбурге (Шлезвиг-Гольштейн, Германия). Бывшее здание школы XIX века. Памятник культуры района Фленсбурга Фризишер-Берг, назван в честь уроженца Фленсбурга художника ар-нуво Ганса Кристиансена. Входит в комплекс Музей Фленсбурга («Музейная гора»).

## История
Здание построено в 1894—1896 годах по плану городского строителя Отто Фелица для средней школы и сельскохозяйственной школы на улице Рипшлегербан. В неоготическом кирпичном здании также была оборудована аудитория. При открытии школы 17 октября 1896 года директор школы Флеббе высоко оценил здание как «украшение города» и благодарил градостроителя Фелица мастера, «который не только великолепно и гениально придумал и разработал планы этажей […], но и внимательно следил за их выполнением, всегда с неутомимым терпением отвечая на возникающие запросы» .
Со строительством нового школьного здания на Бисмаркштрассе 41 школа была разделена на две части. В 1933 году школа выехала из здания из-за малого количества учеников и с 1933 года здание служило для различных целей.
В 1938 году здесь была открыта Таможенная школа Фленсбурга. В 1943 году здание было переделано в больницу. С 1946 году в таможенной школе возобновили преподавание. В 1950 году таможенное училище переехало в военно-морское училище Мюрвик. С 1968 по 1980-е годы здание служило Никольской средней школой. В 1986—1987 году здание относилось к только что основанному Северному университету.
С 1991 г. планировалась реконструкция для расширения прилегающей музейной территории. К зданию с южной стороны пристроили пандус, который ведёт к новому входу. В 1997 году было открыто новое здание музея. Здание было названо в честь художника ар-нуво Ганса Кристиансена, который родился во Фленсбурге.

## Мемориал Первой мировой войны
Перед зданием на западной стороне стоит монумент, воздвигнутый в 1921—1922 годах павшим ученикам и учителям гимназии Гёте. Памятник представляет собой колонну из песчаника с мемориальной надписью. На столбе солдат, преклонивший колени в трауре.

## Галерея

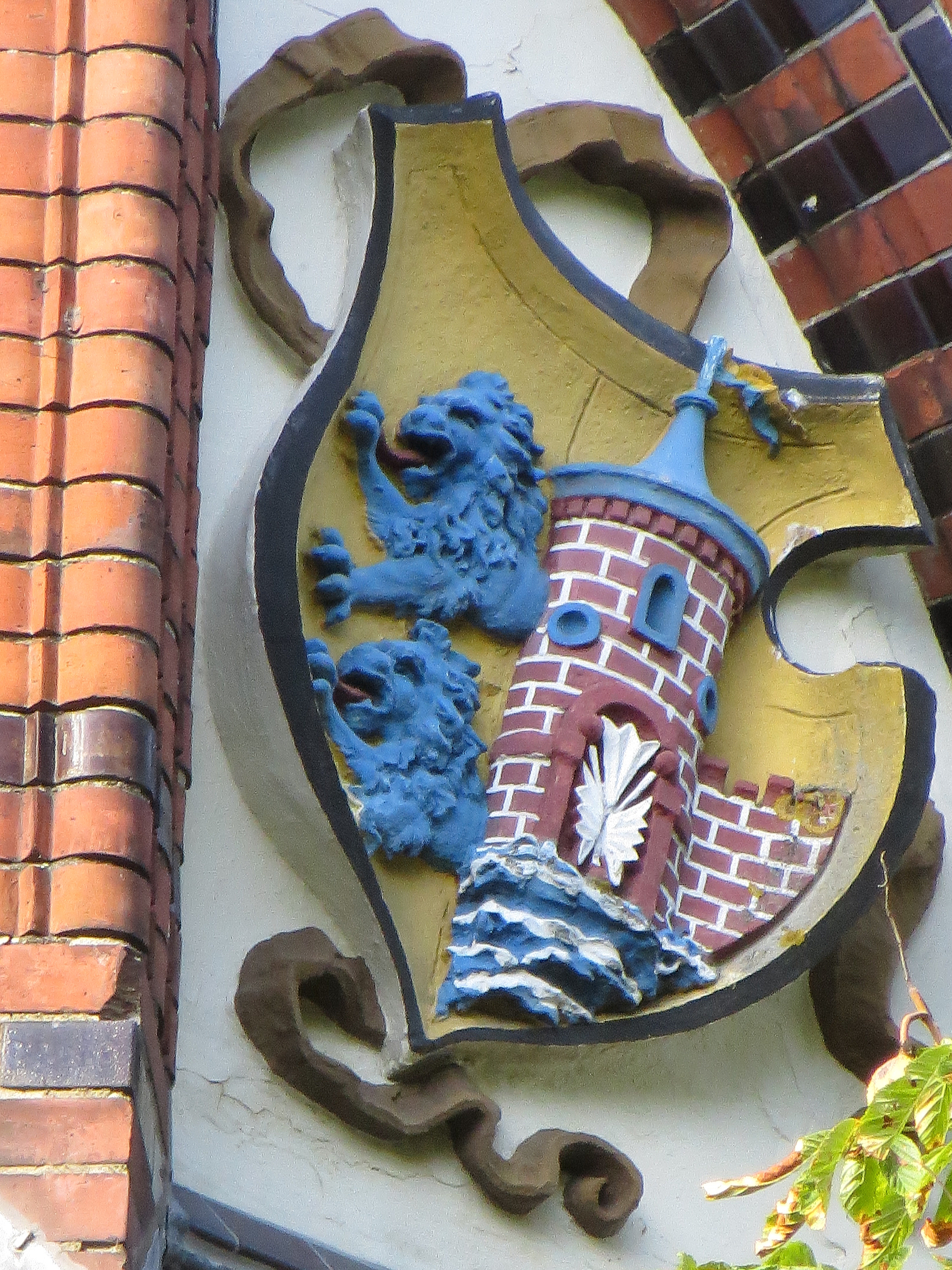
Южная сторона здания с гербом Фленсбурга
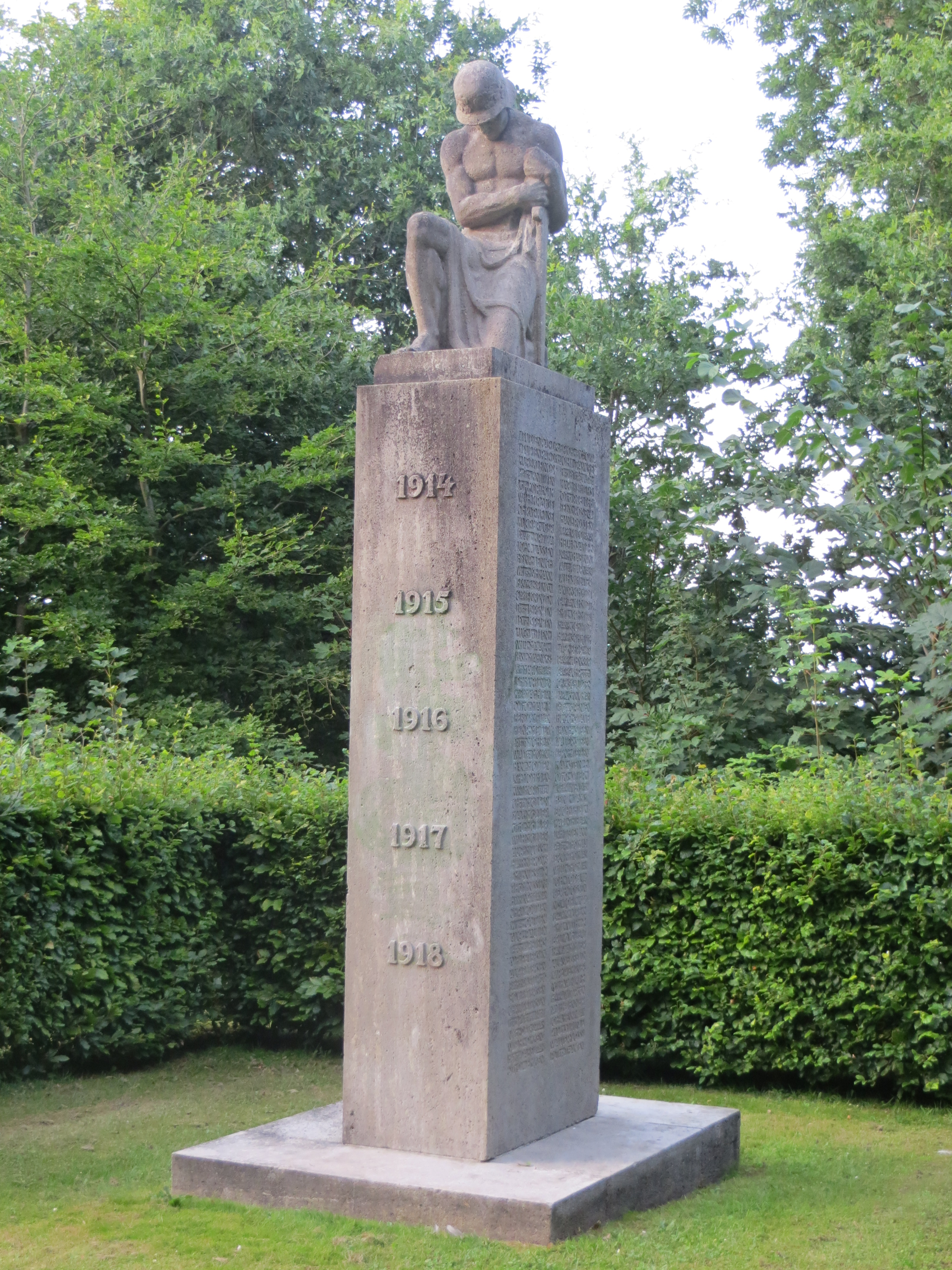
Мемориал учителям и ученикам, павшим во время Первой мировой войны
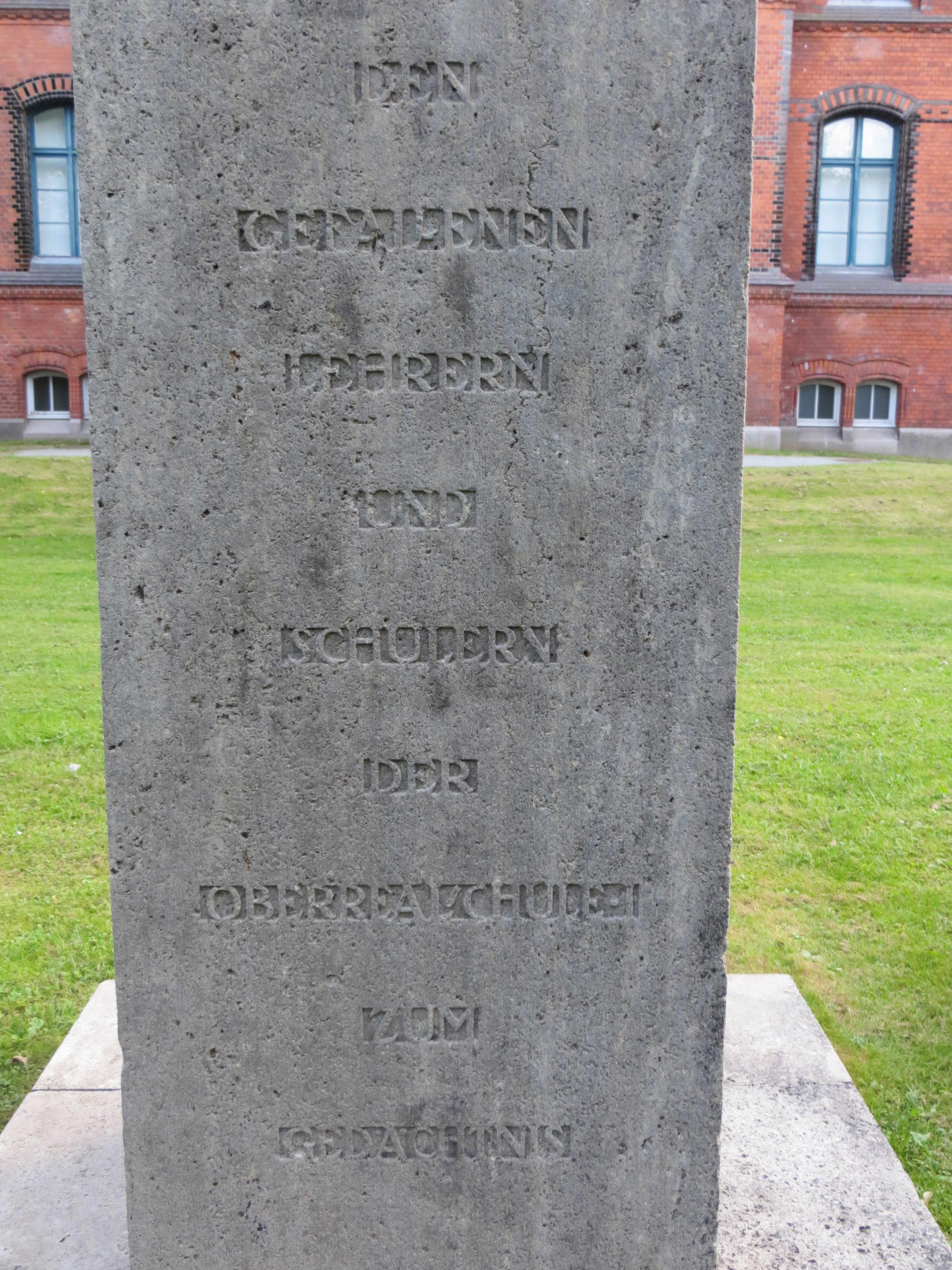
Надпись на мемориале
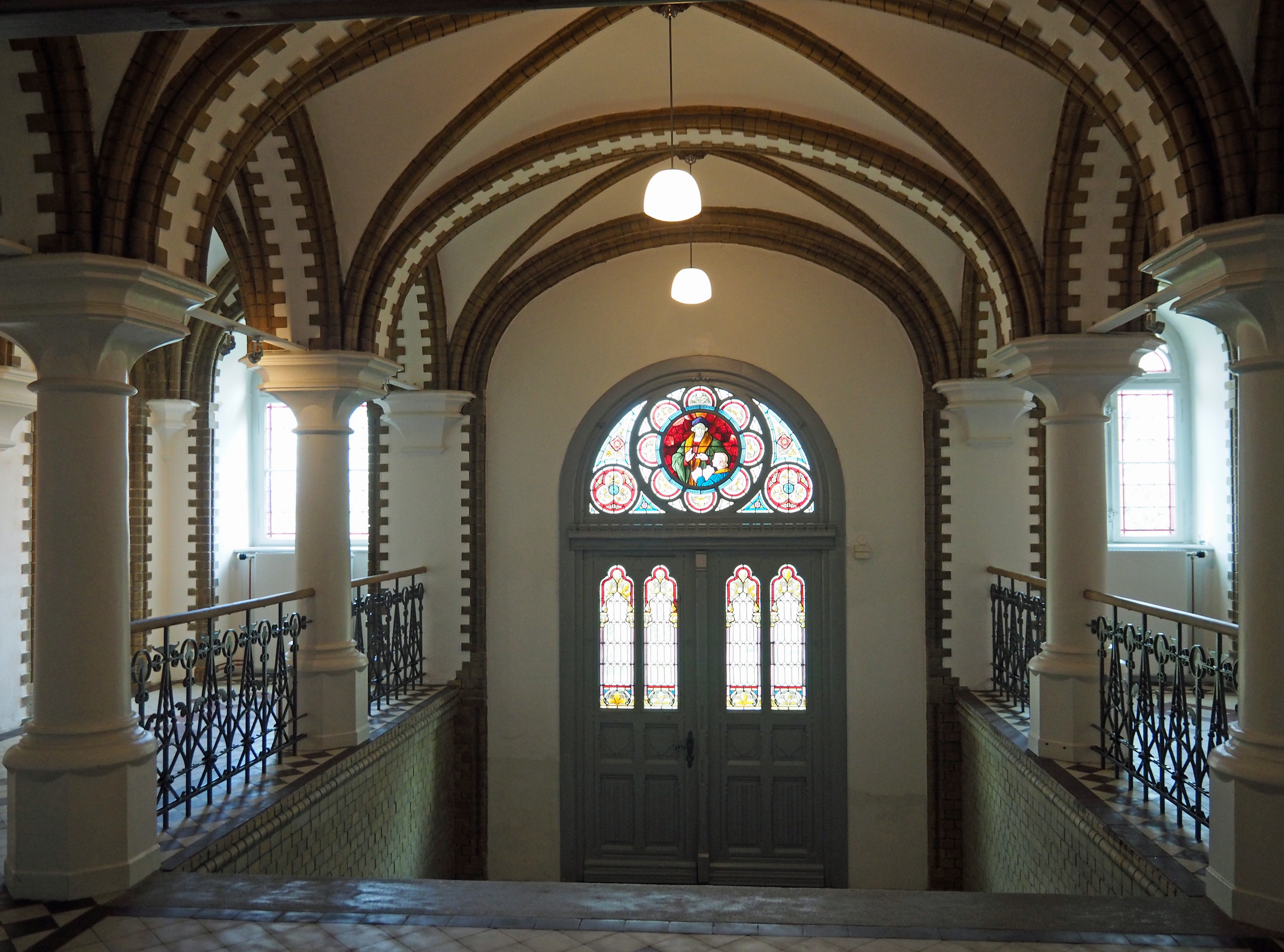
Крещатый свод входа бывшей школы
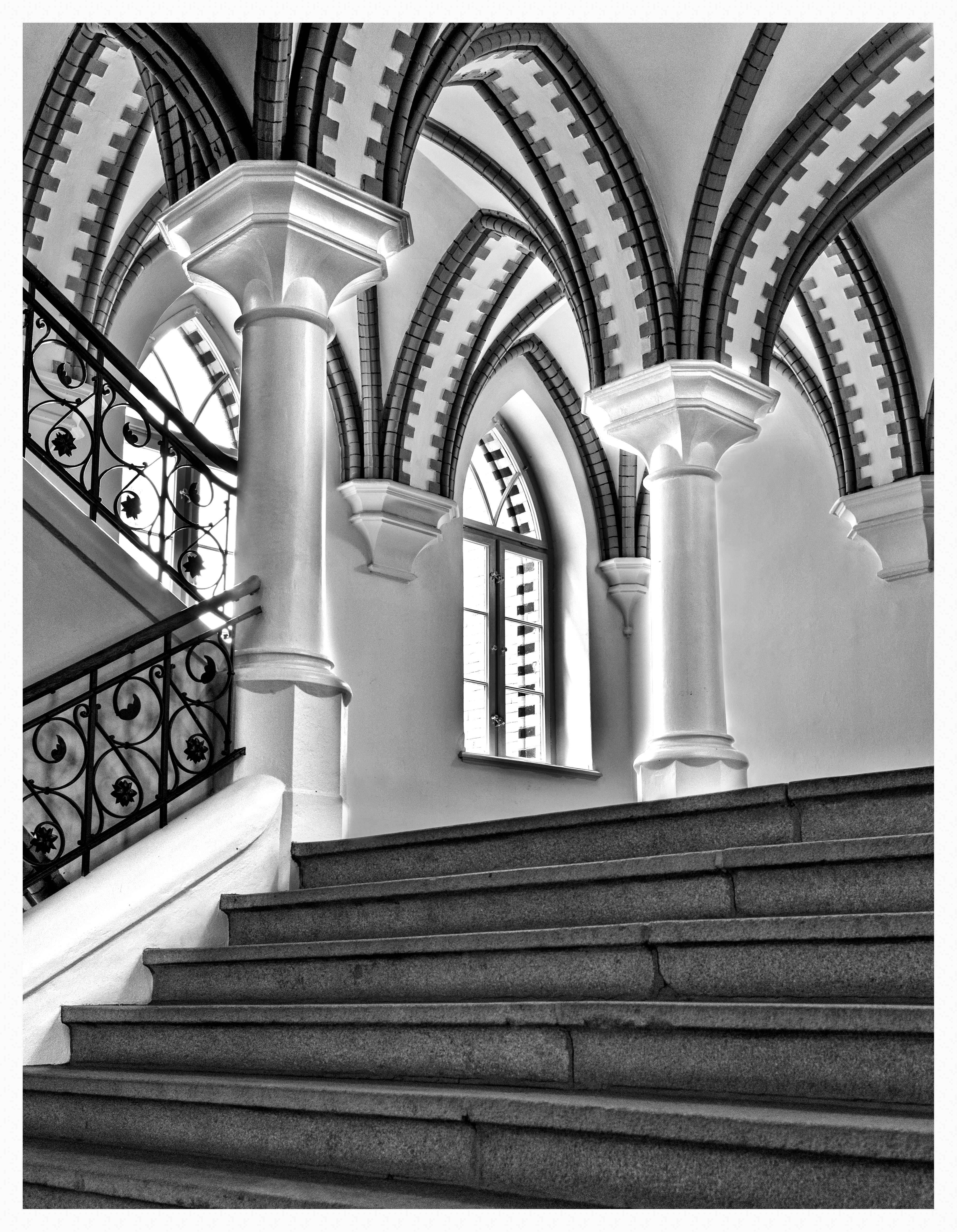
Лестница дома Ганса Кристиансена